# Yami to Bōshi to Hon no Tabibito
Yami to Bōshi to Hon no Tabibito (jap. ヤミと帽子と本の旅人, dt. „Yami, Hut und der Wanderer des Buches“), kurz Yamibō genannt, ist ein japanisches Erogē-Ren’ai-Adventure von ROOT/Orbit. Basierend darauf folgten ein Manga und ein Anime, wobei die Handlung des Animes von der des Spiels abweicht.

## Handlung

### Spiel
Das Spiel fängt mit einem Mädchen an, dass von einem Drachen in eine seltsame Bibliothek gebracht wird in der sich Welten der Vergangenheit, Gegenwart und Zukunft in verschiedenen Büchern abbilden. Der Spieler ist ein junger Mann namens Koge aus einer dieser „Buchwelten“, der jedoch nicht mehr der Weg in seine zurück kennt. Der Spieler soll nun im Auftrag der Bewohner der Bibliothek dieses Mädchen finden und reist damit in die verschiedenen „Buchwelten“.

### Anime
Die Geschichte handelt von der Oberschülerin Hazuki Azuma, die auf der Suche nach ihrer Schwester Hatsumi ist in die sie sich verliebt hat. Nach dem Verschwinden von Hatsumi, wird Hazuki von einem Vogel, der sich Ken nennt, Lilith vorgestellt. Lilith ist die dritte Wächterin der großen Bücherei, auch Yami genannt. Sie schließt sich Hazuki an, da Hatsumi eigentlich ihre leibliche Schwester Eve ist. Jedes einzelne Buch in der großen Bücherei repräsentiert eine andere „Bücherwelt“, in die Hazuki, Lilith und Ken auf der Suche nach Hatsumi (Eve) reisen.

## Charaktere
Hazuki Azuma (東 葉月, Azuma Hazuki)
Hazuki ist ein ruhiges und ernstes Mädchen, das auch von vielen Mädchen an ihrer Schule bewundert und geliebt wird. Als Hazuki noch ein kleines Kind war, hatte sie eine seltsame Krankheit, wurde aber auf einem Frühlingsfest von Hatsumi getröstet und so geheilt. Hazuki hat sehr starke Gefühle für ihre Schwester Hatsumi, die auch der Grund des Beginns der Suche nach Hatsumi  sind.
Hatsumi Azuma (東 初美, Azuma Hatsumi)
Hatsumi ist die Adoptivschwester von Hazuki. Ihre wahre Identität ist aber Eve, die eigentlich die Wächterin der großen Bücherei ist. Hatsumi (Eve) hat ihre echte Schwester Lilith mit der großen Bücherei allein gelassen, um in jedem Buch 16 Jahre zu leben. Immer wenn Hatsumi (Eve) 16 Jahre in einer Welt wird, wird sie von einem grünen Licht umhüllt und in eine andere Welt gebracht.
Lilith (リリス, Ririsu)
Lilith ist die echte Schwester von Hatsumi (Eve) und auch die Wächterin der großen Bücherei. Sie fühlt sich sehr von Hazuki angezogen, sie nutzt jede Gelegenheit, um mit Hazuki zu flirten, die aber beachtet Lilith gar nicht. Sie ist eine Hexe die etwas kindisch wirkt, sie zeigt aber auch manchmal ihre freundliche und verletzliche Seite.
Ken (ケン)
Ken ist ein Nymphensittich mit starkem Kansai-Dialekt, der die Wächter von Generation zu Generation immer begleitet hat. Er begleitet Hazuki und Lilith auf der Suche nach Hatsumi (Eve).

## Adaptionen

### Manga
Im Computerspiel- und Mangamagazin Comptiq wurde von den Ausgaben 9/2003 (vom 9. August 2003) bis 1/2004 (vom 10. Dezember 2003) zum Spiel ein Manga namens Yami to Bōshi to Hon no Tabibito – Romance von Aya Sakurai veröffentlicht. Die Kapitel wurden am 25. Dezember 2003 in einem Sammelband (Tankōbon) herausgegeben.

### Anime
Das Spiel wurde von Studio Deen als Anime adaptiert. Die erste Folge wurde am 3. Oktober 2003 auf MBS in der Region Kinki ausgestrahlt. Binnen eines Monats folgten mehr als ein Dutzend weitere Stationen in anderen Regionen. Auf Grund des Neujahrsprogramms konnte die letzte Folge auf MBS erst am 9. Januar 2004 ausgestrahlt werden, so dass Tokyo MX, das mit 2 Tagen Verzögerung die Serie ausstrahlte, diese bereits am 28. Dezember 2003 sendete.
Der Vorspanntitel Hitomi no Naka no Meikyū (瞳の中の迷宮, dt. „das Labyrinth in den Augen“) wurde von Aiko Kayō und der Abspanntitel Eien no Inori o Sasagete (永遠の祈りを捧げて, dt. „Darbieten eines ewigen Gebets“) von Sanae Kobayashi gesungen.

## Synchronisation
| Rolle         | japanischer Sprecher (Seiyū) | japanischer Sprecher (Seiyū) |
| Rolle         | Spiel                        | Anime                        |
| ------------- | ---------------------------- | ---------------------------- |
| Hazuki Azuma  | Yuki Iwata                   | Mamiko Noto                  |
| Hatsumi Azuma | Anna Akashi                  | Ai Shimizu                   |
| Lilith        | Misaki Asamiya               | Sanae Kobayashi              |
| Ken           |                              | Reiko Takagi                 |